# Opalescência crítica
Opalescência crítica é um fenômeno que ocorre na região de uma transição de fase contínua, ou de segunda ordem. Relatado originalmente por Charles Cagniard de la Tour em 1823, em misturas do alcool e de água. Em 1869, Thomas Andrews clarificou o fenômeno da transição líquido-gás, em seguinte das suas experiências sobre o dióxido de carbono, muitos outros exemplos têm sido descobertos desde então. O fenômeno é mais comumente demonstrado em misturas fluidas binárias, tais como o metanol e o cicloexano. Como  o ponto crítico é aproximado, os tamanhos das regiões do gás e do líquido começam a flutuar em escalas cada vez maiores. Enquanto as flutuações da densidade acontecem com um tamanho comparável ao comprimento de onda da luz, a luz é dispersa e causa a normalmente transparência do fluido parecer enevoada. Em termos simples, a opalescência não diminui quando inicia mais perto do ponto crítico, onde as flutuações as maiores podem alcançar proporções uniformes do centímetro, confirmando a relevância física de flutuações menores.
No caso da água,o ponto crítico da água, por exemplo, encontra-se a 647,29 K e 22,09 MPa; ao aproximar-se o ponto crítico é observado que as moléculas iniciam um processo de aglutinação em pequenos núcleos aproximando-se das propriedades que logo diferenciarão a fase líquida da gasosa. As correspondentes flutuações da densidade fazem que se modifiquem significativamente as propriedades dielétricas do fluido, tornando-se embranquecido e inclusive opaco, já que passa a prevalecer a dispersão sobre a transmissão da radiação. É notável que se restitui a transparência cristalina quando é modifica a temperatura em fração de Kelvin.
Em 1908 o físico polonês Marian Smoluchowski tornou-se o primeiro a atribuir o fenômeno da opalescência crítica às grandes flutuações da densidade. Em 1911 retomando seu trabalho de 1908, Smoluchowski demonstrou que: O azul do céu é conseqüência de dois fatores: espalhamento da luz pelas moléculas do ar e espalhamento devido às flutuações da densidade do ar. Em 1910 Albert Einstein estudou o espalhamento da luz de comprimento de onda l em um meio gasoso (de volume V, pressão P e temperatura absoluta T).  Em 1920 Einstein mostrou que a ligação entre a opalescência crítica e a dispersão de Rayleigh é quantitativa.